# باد فريمان
باد فريمان (بالإنجليزية: Bud Freeman)‏ هو موزع أمريكي، ولد في 13 أبريل 1906 في شيكاغو في الولايات المتحدة، وتوفي بنفس المكان في 15 مارس 1991.

## وصلات خارجية
- باد فريمان على موقع IMDb (الإنجليزية)
- باد فريمان على موقع الموسوعة البريطانية (الإنجليزية)
- باد فريمان على موقع ميوزك برينز (الإنجليزية)
- باد فريمان على موقع قاعدة بيانات برودواي على الإنترنت (الإنجليزية)
- باد فريمان على موقع أول ميوزيك (الإنجليزية)
- باد فريمان على موقع ديسكوغز (الإنجليزية)